# إيلينا ميتشيلي
إيلينا ميتشيلي (مواليد 29 أبريل 1999) هي لاعبة خماسي حديث إيطالية، حصلت على الميدالية الذهبية في بطولة العالم 2022 التي أقيمت في مدينة الإسكندرية، مصر.

## روابط خارجية
- إيلينا ميتشيلي على موقع الاتحاد الدولي للخماسي الحديث (الإنجليزية)
- إيلينا ميتشيلي على موقع اللجنة الأولمبية الدولية (الإنجليزية)
- إيلينا ميتشيلي على موقع أوليمبيديا (الإنجليزية)